# Moya (Canarie)
Moya è un comune spagnolo di 8 137 abitanti situato nella comunità autonoma delle Canarie.